# Garnet (despoblado)

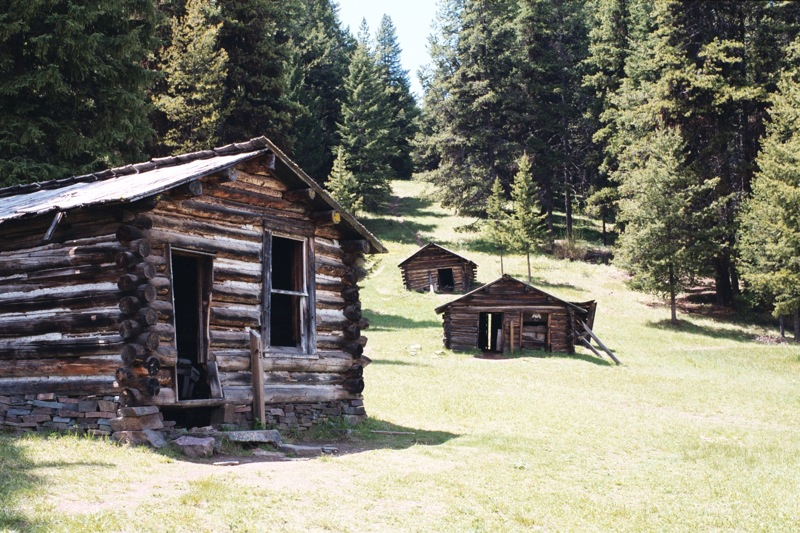
Cabañas de mineros en Garnet.

Garnet es un despoblado localizado en el condado de Granite, Montana, Estados Unidos.

## Historia
El nombre de la localidad se debió al descubrimiento del granate, mineral explotado antes que el oro en ese lugar. Este metal, por su parte, fue extraído a partir de los años 1860. Garnet fue erigido en 1895, y poco tiempo después el poblado empezó a progresar con el hallazgo de un importante yacimiento en Nancy Hanks Mine. En cierto momento llegó a albergar trece saloons y cuatro hoteles. A pesar de su aislamiento, el pueblo alcanzó 1.200 habitantes. Como todo emplazamiento del oeste del país, existía la prostitución y abundaban los juegos de azar. Con todo, era un lugar estable donde empresarios y trabajadores llegaban en busca de oportunidades.
A veinte años de establecido el sitio los yacimientos de oro se agotaron. En 1905 las minas fueron cerradas, y en 1912 un incendio se desató en la localidad. Con la llegada de la Primera Guerra Mundial los habitantes empezaron a abandonar Garnet. Nuevamente hubo movimiento en las vetas durante la administración del presidente Franklin D. Roosevelt, cuando el oro alcanzó buen precio. Sin embargo, la Segunda Guerra Mundial ocasionó que los habitantes, una vez más, evacuaran la zona. Además, debido al uso restrictivo de dinamita en las minas, Garnet fue despoblado hacia 1940. En el año 1947 murió su último residente, y la Nancy Hanks Mine cerró operaciones en 1954. Los viejos edificios de la aldea empezaron a ser preservados desde los años 1970 por organizaciones gubernamentales y civiles, en aras de mantener el sitio como un lugar de interés turístico e histórico..